# Bash
Bash, wat staat voor Bourne Again Shell, is een shell voor POSIX-systemen en wordt onder andere gebruikt op Linux en macOS. Het is geschreven door GNU en is sterk geïnspireerd op sh (afgeleid van de eerste twee letters van shell (Engels voor omhulsel)), het opdrachtregelprogramma van Unix.
De naam is een woordgrapje op de naam van de originele shell, die voluit Bourne shell heet, naar de auteur (Stephen Bourne). Bourne again wordt in het Engels hetzelfde uitgesproken als born again, hetgeen wedergeboren betekent. Bash streeft 100% achterwaartse compatibiliteit met sh na.
Vanwege de rijke syntaxismogelijkheden van bash is het ook mogelijk in bash ingewikkelde opdrachtregels uit te voeren. Deze opdrachten kunnen worden opgeslagen in afzonderlijke bestanden (meestal omwille van hun lengte) en vormen dan scripts.

## Shellshock
Eind september 2014 ontdekte Stephane Chazelas een beveiligingskwetsbaarheid (NCSC-2014-0595, omvattende CVE-2014-6271 en CVE-2014-7169) in Bash versies 1.14 tot en met 4.3. Deze kwetsbaarheid kreeg de naam "shellshock" en haalde de hoogst mogelijke NCSC- en CVSS-score, wat inhoudt dat er zeer eenvoudig misbruik te maken was van de kwetsbaarheid en de potentiële schade hiervan zeer groot. Er wordt van uitgegaan dat de kwetsbaarheid, door het vele gebruik van Bash in Linux, OS X en Unix, op dat moment mogelijk op honderden miljoenen systemen aanwezig was.